# كاميلا نيلسون
كاميلا نيلسون (بالسويدية: Camilla Nilsson)‏ هي متزحلقة سويدية، ولدت في 3 أغسطس 1967 في إوسترسوند في السويد.

## وصلات خارجية
- كاميلا نيلسون على موقع الاتحاد الدولي للتزلج (التزلج على المنحدرات الثلجية) (الإنجليزية)
- كاميلا نيلسون على موقع أوليمبيديا (الإنجليزية)
- كاميلا نيلسون على موقع اللجنة الأولمبية السويدية (السويدية)